# Heinz Tiessen
Richard Gustav Heinz Tiessen, född den 10 april 1887 i Königsberg (nuvarande Kaliningrad), död den 29 november 1971 i Berlin, var en tysk kompositör.